# Crónicas del multiverso
Crónicas del Multiverso, es la novela ganadora de la séptima edición del Premio Minotauro, celebrado en el año 2010. Se trata de una obra de ciencia ficción dentro de la temática de space opera. Fue presentada a concurso por Víctor Conde, que es el seudónimo habitualmente utilizado por Alfredo Moreno Santana.

## Argumento
Quince especies inteligentes han poblado la Variedad desde tiempos inmemoriales, una pequeña realidad física rodeada de un vacío cósmico que resulta insalvable para todas las civilizaciones encerradas en ella. La más desarrollada y misteriosa de todas ellas, la urtiana, ha encontrado un objeto de gran valor para el estudio de su universo. Desafortunadamente, la nave de transporte en que lo trasladaban es asaltada por un grupo de piratas y corsarios. Uno de ellos, la piloto Lina Kolbrand a los mandos de la Eurídice, sobrevive a la represalia de los urtianos en una maniobra desquiciante en la que les arrebata la muestra. Lejos de su habitual indolencia, los urtianos despliegan toda su armada a la caza del objeto. Su estudio es esencial. La Variedad se está colapsando, las estrellas se apagan y las civilizaciones desaparecen, los habitantes de la Variedad comienzan a vivir a contrarreloj para encontrar una esperanza, un cuello de botella frente al inevitable ocaso de su pequeño universo. 
Crónicas del Multiverso, da testimonio de las decisiones que los distintos personajes toman frente al creciente caos que se expande por la Variedad, viéndose arrastrados a través de sus distintas líneas argumentales, hacia un vórtice de eventos final.